# Zahirea, Pustomîtî
Zahirea (în ucraineană Загір'я) este un sat în comuna Vovkiv din raionul Pustomîtî, regiunea Liov, Ucraina.

## Demografie
Componența lingvistică a localității Zahirea
     Ucraineană (99,68%)
     Alte limbi (0,32%)
Conform recensământului din 2001, majoritatea populației localității Zahirea era vorbitoare de ucraineană (99,68%), existând în minoritate și vorbitori de alte limbi.